# Coppa del Mondo di salto con gli sci 2001
La Coppa del Mondo di salto con gli sci 2001, ventiduesima edizione della manifestazione organizzata dalla Federazione Internazionale Sci, ebbe inizio il 24 novembre 2000 a Kuopio, in Finlandia, e si concluse il 18 marzo 2001 a Planica, in Slovenia. Furono disputate 21 delle 25 gare individuali previste, tutte maschili, in 18 differenti località: 16 su trampolino lungo e 5 su trampolino per il volo (nessuna su trampolino normale). Furono inserite nel calendario 5 gare a squadre (una poi annullata), valide ai fini della classifica per nazioni.
Non venne più venne stilata la classifica di specialità relativa alle gare di salto. Nel corso della stagione si tennero a Lahti i Campionati mondiali di sci nordico 2001, non validi ai fini della Coppa del Mondo, il cui calendario contemplò dunque un'interruzione nel mese di febbraio.
Il polacco Adam Małysz si aggiudicò sia la coppa di cristallo, il trofeo assegnato al vincitore della classifica generale, sia il Torneo dei quattro trampolini, sia il Nordic Tournament; il tedesco Martin Schmitt vinse la Coppa di volo. Schmitt era il detentore uscente della Coppa generale, Andreas Widhölzl del Torneo.

## Risultati
| Data                          | Località               | Nazione     | Trampolino                 | Spec. | Primo                                                                       | Secondo                                                                     | Terzo                                                                       |
| ----------------------------- | ---------------------- | ----------- | -------------------------- | ----- | --------------------------------------------------------------------------- | --------------------------------------------------------------------------- | --------------------------------------------------------------------------- |
| 24 novembre 2000              | Kuopio                 | Finlandia   | Puijo K120                 | LH    | Martin Schmitt                                                              | Sven Hannawald                                                              | Andreas Widhölzl                                                            |
| 25 novembre 2000              | Kuopio                 | Finlandia   | Puijo K120                 | TL    | Norvegia Roar Ljøkelsøy Olav Magne Dønnem Lasse Ottesen Tommy Ingebrigtsen  | Austria Wolfgang Loitzl Martin Koch Stefan Horngacher Andreas Widhölzl      | Finlandia Matti Hautamäki Ville Kantee Jani Soininen Janne Ahonen           |
| 2 dicembre 2000               | Kuopio                 | Finlandia   | Puijo K120                 | LH    | Matti Hautamäki                                                             | Noriaki Kasai                                                               | Michael Uhrmann                                                             |
| 3 dicembre 2000               | Kuopio                 | Finlandia   | Puijo K120                 | LH    | Martin Schmitt                                                              | Janne Ahonen                                                                | Ville Kantee                                                                |
| 8 dicembre 2000               | Ramsau am Dachstein    | Austria     | W90-Mattensprunganlage K90 | NH    | annullata                                                                   | annullata                                                                   | annullata                                                                   |
| 9 dicembre 2000               | Liberec                | Rep. Ceca   | Ještěd K120                | TL    | annullata                                                                   | annullata                                                                   | annullata                                                                   |
| 10 dicembre 2000              | Liberec                | Rep. Ceca   | Ještěd K120                | LH    | annullata                                                                   | annullata                                                                   | annullata                                                                   |
| 16 dicembre 2000              | Engelberg              | Svizzera    | Gross-Titlis-Schanze K120  | LH    | annullata                                                                   | annullata                                                                   | annullata                                                                   |
| 17 dicembre 2000              | Engelberg              | Svizzera    | Gross-Titlis-Schanze K120  | LH    | annullata                                                                   | annullata                                                                   | annullata                                                                   |
| Torneo dei quattro trampolini |                        |             |                            |       |                                                                             |                                                                             |                                                                             |
| 29 dicembre 2000              | Oberstdorf             | Germania    | Schattenberg K115          | LH    | Martin Schmitt                                                              | Noriaki Kasai                                                               | Masahiko Harada                                                             |
| 1º gennaio 2001               | Garmisch-Partenkirchen | Germania    | Große Olympiaschanze K115  | LH    | Noriaki Kasai                                                               | Dmitrij Vasil'ev                                                            | Adam Małysz                                                                 |
| 4 gennaio 2001                | Innsbruck              | Austria     | Bergisel K110              | LH    | Adam Małysz                                                                 | Janne Ahonen                                                                | Noriaki Kasai                                                               |
| 6 gennaio 2001                | Bischofshofen          | Austria     | Paul Ausserleitner K120    | LH    | Adam Małysz                                                                 | Janne Ahonen                                                                | Andreas Widhölzl                                                            |
| 13 gennaio 2001               | Harrachov              | Rep. Ceca   | Čerťák K185                | FH    | Adam Małysz                                                                 | Martin Schmitt                                                              | Risto Jussilainen                                                           |
| 14 gennaio 2001               | Harrachov              | Rep. Ceca   | Čerťák K185                | FH    | Adam Małysz                                                                 | Janne Ahonen                                                                | Martin Schmitt                                                              |
| 19 gennaio 2001               | Park City              | Stati Uniti | Utah Olympic Park K120     | TL    | Giappone Kazuyoshi Funaki Kazuya Yoshioka Masahiko Harada Noriaki Kasai     | Finlandia Jani Soininen Jussi Hautamäki Risto Jussilainen Janne Ahonen      | Austria Wolfgang Loitzl Andreas Widhölzl Martin Höllwarth Stefan Horngacher |
| 20 gennaio 2001               | Park City              | Stati Uniti | Utah Olympic Park K120     | LH    | Adam Małysz                                                                 | Wolfgang Loitzl                                                             | Kazuya Yoshioka                                                             |
| 24 gennaio 2001               | Hakuba                 | Giappone    | Hakuba K120                | LH    | Martin Schmitt                                                              | Risto Jussilainen                                                           | Andreas Widhölzl                                                            |
| 27 gennaio 2001               | Sapporo                | Giappone    | Ōkurayama K120             | LH    | Adam Małysz                                                                 | Wolfgang Loitzl                                                             | Jussi Hautamäki                                                             |
| 28 gennaio 2001               | Sapporo                | Giappone    | Ōkurayama K120             | LH    | Adam Małysz                                                                 | Risto Jussilainen                                                           | Jani Soininen                                                               |
| 2 febbraio 2001               | Willingen              | Germania    | Mühlenkopf K130            | TL    | Finlandia Ville Kantee Jussi Hautamäki Jani Soininen Risto Jussilainen      | Austria Martin Höllwarth Stefan Horngacher Wolfgang Loitzl Andreas Widhölzl | Giappone Kazuyoshi Funaki Kazuya Yoshioka Hideharu Miyahira Noriaki Kasai   |
| 3 febbraio 2001               | Willingen              | Germania    | Mühlenkopf K130            | LH    | Ville Kantee                                                                | Adam Małysz                                                                 | Risto Jussilainen                                                           |
| 4 febbraio 2001               | Willingen              | Germania    | Mühlenkopf K130            | LH    | Adam Małysz                                                                 | Risto Jussilainen                                                           | Matti Hautamäki                                                             |
| 3 marzo 2001                  | Oberstdorf             | Germania    | Heini Klopfer K185         | FH    | Risto Jussilainen                                                           | Veli-Matti Lindström                                                        | Matti Hautamäki                                                             |
| 4 marzo 2001                  | Oberstdorf             | Germania    | Heini Klopfer K185         | FH    | Martin Schmitt                                                              | Adam Małysz                                                                 | Risto Jussilainen                                                           |
| Nordic Tournament             |                        |             |                            |       |                                                                             |                                                                             |                                                                             |
| 7 marzo 2001                  | Falun                  | Svezia      | Lugnet K115                | LH    | Adam Małysz                                                                 | Martin Schmitt                                                              | Wolfgang Loitzl                                                             |
| 9 marzo 2001                  | Trondheim              | Norvegia    | Granåsen K120              | LH    | Adam Małysz                                                                 | Andreas Goldberger                                                          | Igor Medved                                                                 |
| 11 marzo 2001                 | Oslo                   | Norvegia    | Holmenkollen K115          | LH    | Adam Małysz                                                                 | Stefan Horngacher                                                           | Martin Schmitt                                                              |
| 17 marzo 2001                 | Planica                | Slovenia    | Letalnica K185             | TL    | Finlandia Jussi Hautamäki Risto Jussilainen Tami Kiuru Veli-Matti Lindström | Austria Wolfgang Loitzl Andreas Goldberger Martin Koch Andreas Widhölzl     | Giappone Hideharu Miyahira Kazuya Yoshioka Masahiko Harada Noriaki Kasai    |
| 18 marzo 2001                 | Planica                | Slovenia    | Letalnica K185             | FH    | Martin Schmitt                                                              | Risto Jussilainen                                                           | Tommy Ingebrigtsen                                                          |

Legenda:

NH = trampolino normale

LH = trampolino lungo

FH = volo con gli sci

TL = gara a squadre

## Classifiche

### Generale
| Pos. | Nome              | Nazione   | Punti |
| ---- | ----------------- | --------- | ----- |
| 1    | Adam Małysz       | Polonia   | 1531  |
| 2    | Martin Schmitt    | Germania  | 1173  |
| 3    | Risto Jussilainen | Finlandia | 938   |
| 4    | Noriaki Kasai     | Giappone  | 728   |
| 5    | Janne Ahonen      | Finlandia | 686   |
| 6    | Matti Hautamäki   | Finlandia | 648   |
| 7    | Wolfgang Loitzl   | Austria   | 614   |
| 8    | Stefan Horngacher | Austria   | 566   |
| 9    | Sven Hannawald    | Germania  | 462   |
| 10   | Jani Soininen     | Finlandia | 394   |

### Torneo dei quattro trampolini

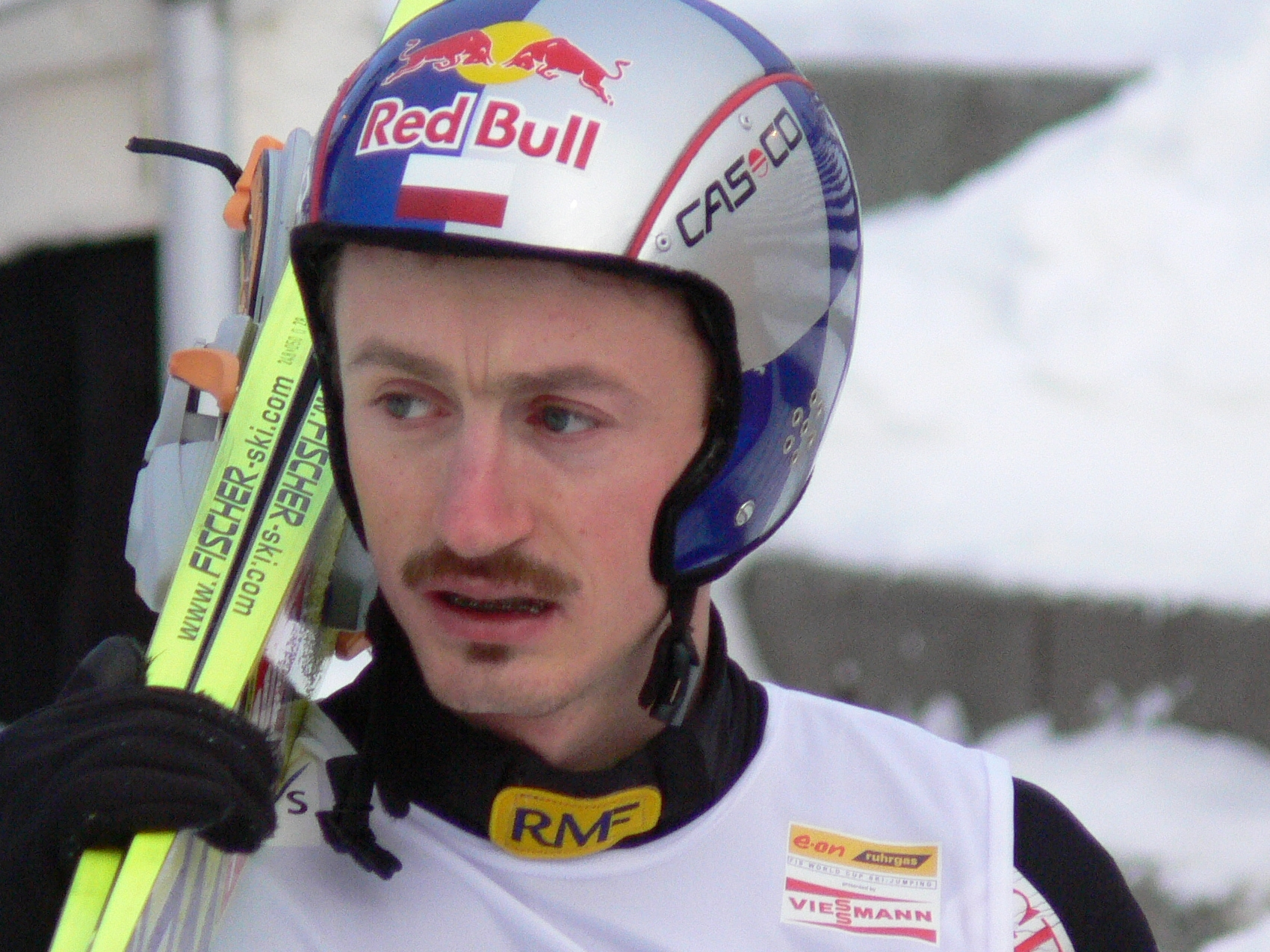
Adam Małysz

| Pos. | Nome              | Nazione   | Punti |
| ---- | ----------------- | --------- | ----- |
| 1    | Adam Małysz       | Polonia   | 1046  |
| 2    | Janne Ahonen      | Finlandia | 942   |
| 3    | Martin Schmitt    | Germania  | 920   |
| 4    | Sven Hannawald    | Germania  | 885   |
| 5    | Stefan Horngacher | Austria   | 884   |

### Volo
| Pos. | Nome               | Nazione   | Punti |
| ---- | ------------------ | --------- | ----- |
| 1    | Martin Schmitt     | Germania  | 385   |
| 2    | Adam Małysz        | Polonia   | 380   |
| 3    | Risto Jussilainen  | Finlandia | 345   |
| 4    | Matti Hautamäki    | Finlandia | 186   |
| 5    | Tommy Ingebrigtsen | Norvegia  | 169   |

### Nordic Tournament

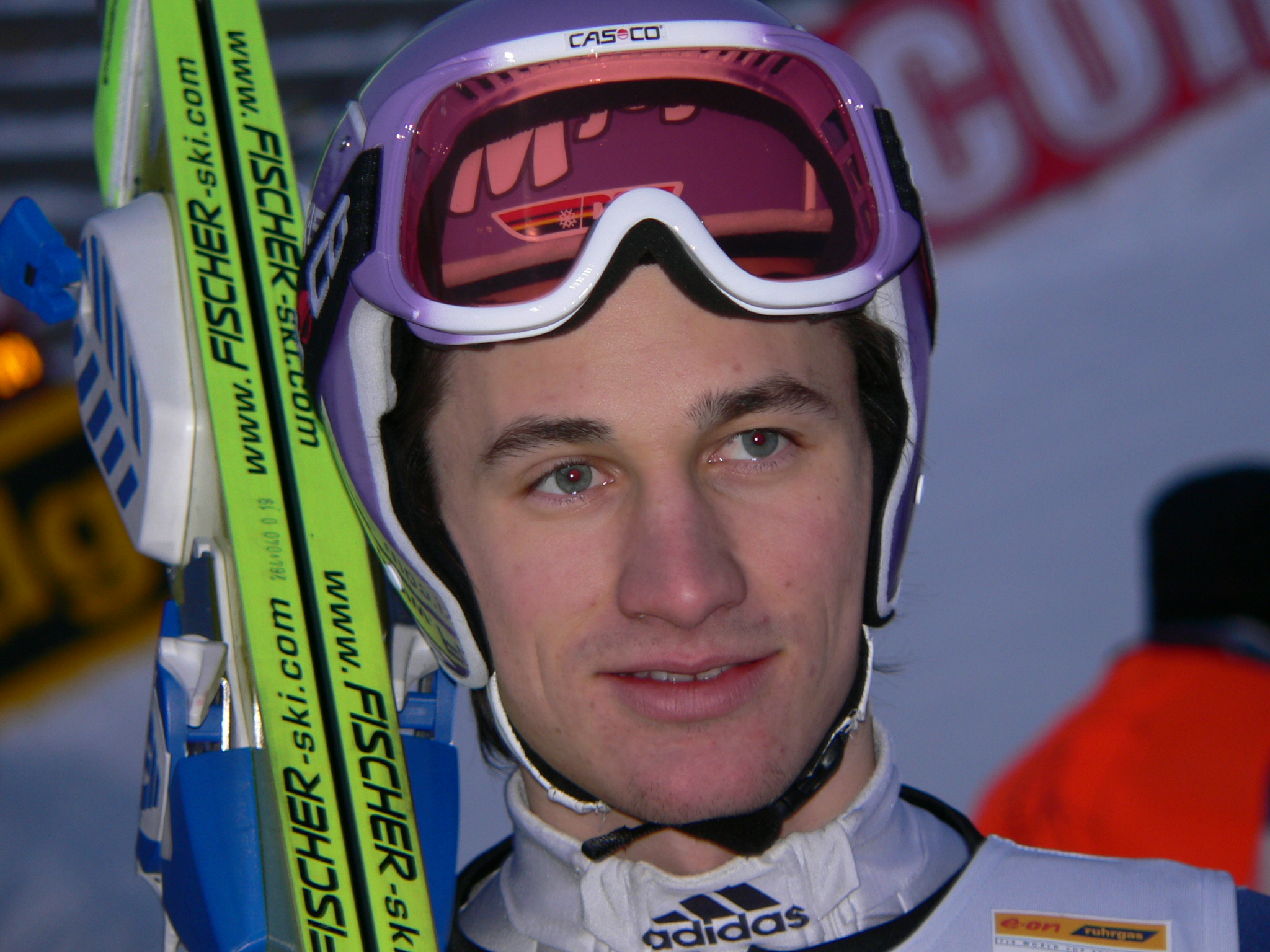
Martin Schmitt

| Pos. | Nome               | Nazione  | Punti |
| ---- | ------------------ | -------- | ----- |
| 1    | Adam Małysz        | Polonia  |       |
| 2    | Andreas Goldberger | Austria  |       |
| 3    | Martin Schmitt     | Germania |       |

### Nazioni
| Pos. | Nazione   | Punti |
| ---- | --------- | ----- |
| 1    | Finlandia | 4591  |
| 2    | Austria   | 3272  |
| 3    | Germania  | 2811  |
| 4    | Giappone  | 2313  |
| 5    | Polonia   | 2017  |